# Tautoneura misrai
Tautoneura misrai är en insektsart som beskrevs av Irena Dworakowska 1977. Tautoneura misrai ingår i släktet Tautoneura och familjen dvärgstritar. Inga underarter finns listade i Catalogue of Life.